# The Poverty of Historicism
Tussen 1935 en 1957 schreef en herwerkte Karl Popper een eerste aanval op het historicisme: The Poverty of Historicism. Hierin ging hij in tegen het geloof dat ijzeren wetten het verloop van de geschiedenis bepalen, en dat met kennis van deze wetten, voorspellingen over de toekomst kunnen worden gemaakt.
Popper gaat in de aanval tegen 'de historicistische doctrine van de sociale wetenschappen'. Deze doctrine zag in de sociale wetenschappen de taak om voorspellingen te doen over de sociale en politieke ontwikkeling van de mensheid, en dat het de taak van de politiek is de moeilijkheden bij het intreden van toekomstige sociale en politieke ontwikkelingen, te verzachten. Popper linkt het historicisme – we kunnen een sociale groep enkel begrijpen in termen van de interne principes die de ontwikkeling van die groep bepalen – met het holisme – het geloof dat individuen hoofdzakelijk bepaald worden door de sociale groepen waartoe ze behoren. Daartegenover stelt hij dat elke menselijke sociale groep niet meer, maar ook niet minder is dan de som van diens individuele leden, en de gebeurtenissen in de geschiedenis zijn de (grotendeels ongeplande en onvoorzienbare) uitkomst van de acties van de individuen. De geschiedenis verloopt niet volgens intrinsieke wetten en principes, en door de afwezigheid van zulke wetten zijn onvoorwaardelijke voorspellingen door de sociale wetenschappen onmogelijk. Er bestaat niet zoiets als een historische noodzaak. Popper noemt zichzelf dan ook een indeterminist.